# WASP-15
WASP-15 là một ngôi sao có 11 độ richter nằm trong Bán Nhân Mã, cách hệ Mặt Trời khoảng 1000 năm ánh sáng. Ngôi sao có khối lượng lớn hơn, nóng hơn và sáng hơn Mặt trời, cũng ít giàu kim loại hơn Mặt trời. WASP-15 có một hành tinh được biết đến trong quỹ đạo của nó, WASP-15b; hành tinh này là một Sao Mộc nóng có bán kính cao bất thường, một hiện tượng có thể được giải thích bằng sự hiện diện của một nguồn nhiệt bên trong. Ngôi sao lần đầu tiên được quan sát bởi chương trình SuperWASP năm 2006; các phép đo trong tương lai vào năm 2007 và 2008, cũng như các quan sát và phân tích tiếp theo, cuối cùng đã dẫn đến việc phát hiện ra WASP-15b bằng phương pháp vận chuyển và quang phổ Doppler.

## Lịch sử quan sát
WASP-15 lần đầu tiên được quan sát bởi Đài quan sát thiên văn Nam Phi, nơi điều phối chương trình SuperWASP tìm kiếm các hành tinh ở Nam bán cầu (WASP-South), và được xếp vào danh mục bởi độ sáng và tọa độ của nó trên bầu trời. Thông tin này được ghi lại đầu tiên với một trường camera trong khoảng thời gian từ ngày 4 tháng 5 năm 2006 đến ngày 17 tháng 7 năm 2006 và sau đó sử dụng hai trường camera chồng chéo trong khoảng thời gian từ ngày 31 tháng 1 năm 2007 đến ngày 7 tháng 7 năm 2007 đến ngày 31 tháng 1 năm 2008 đến ngày 29 tháng 5 năm 2008.
Việc xử lý dữ liệu đã dẫn đến việc thu được 24.943 điểm dữ liệu cho thấy rằng một số vật thể đã chuyển đổi hoặc vượt qua phía trước (và bị mờ đi một thời gian ngắn), WASP-15 cứ sau 3,7520 ngày. Khoảng mười một chuyến đi, đầy đủ và một phần, đã được quan sát. Việc sử dụng quang kế EulerCAM tại Kính viễn vọng Leonhard Euler 1,2 m của Đài thiên văn La Silla vào ngày 29 tháng 3 năm 2008 đã cung cấp thêm bằng chứng cho một ngoại hành tinh bằng cách xác định rõ hơn đường cong của phương tiện. Sau đó, máy quang phổ CORALIE (cũng trên kính viễn vọng Euler) trong khoảng thời gian từ ngày 6 tháng 3 năm 2008 đến ngày 17 tháng 7 năm 2008 đã sử dụng phương pháp quang phổ Doppler để thu thập 21 phép đo vận tốc hướng tâm. Phân tích xác nhận sự hiện diện của một hành tinh mà sau này được chỉ định là WASP-15b.

## Đặc điểm
WASP-15 là một ngôi sao loại F có khối lượng lớn hơn Mặt trời 1,18 lần và bán kính lớn hơn 1,477 lần. Do đó, nó lớn hơn, đồ sộ hơn và khuếch tán hơn Mặt trời. Ngôi sao có nhiệt độ hiệu quả là 6300 K, khiến nó cũng nóng hơn Mặt trời. Với tính kim loại [Fe / H] = -0,17, WASP-15 có lượng sắt gấp 0,676 lần so với Mặt trời và luôn có hàm lượng kim loại khác thấp hơn, bao gồm natri, magnesi, silicon, calci và scandium. Ngoài ra, WASP-15 rất có thể trẻ hơn Mặt trời, vì nó có tuổi ước tính là 3,9 tỷ năm. WASP-15 sáng hơn khoảng 3.09 lần so với Mặt trời.
WASP-15 nằm ở khoảng cách xấp xỉ 290 Parsec (900 năm ánh sáng)  và nó có cường độ rõ ràng ước tính là 10,9. Do đó, nó không thể nhìn thấy từ Trái đất bằng mắt thường.

## Hệ hành tinh
WASP-15 là vật chủ của hành tinh WASP-15b. Hành tinh này là một Sao Mộc nóng, quay quanh ngôi sao chủ của nó ở khoảng cách 0,0499 AU cứ sau 3,7520656 ngày. WASP-15b được ghi nhận bởi những người khám phá vì bán kính cao bất thường của nó, gấp 1,28 lần so với Sao Mộc, so với khối lượng của nó, gấp 0,542 lần kích thước của Sao Mộc. Bán kính lớn của WASP-15b không thể được giải thích chỉ bằng sự gần gũi với ngôi sao của nó, cho thấy rằng một số hình thức sưởi ấm thủy triều hoặc cơ chế sưởi ấm bên trong khác cũng có liên quan.
| Thiên thể đồng hành (thứ tự từ ngôi sao ra) | Khối lượng     | Bán trục lớn (AU) | Chu kỳ quỹ đạo (ngày) | Độ lệch tâm | Độ nghiêng | Bán kính |
| ------------------------------------------- | -------------- | ----------------- | --------------------- | ----------- | ---------- | -------- |
| WASP-15b                                    | 0.542 ±0.05 MJ | 0.0499 ±0.0018    | 3.7520656 ±2.8e-06    | 0           | —          | —        |